# Vláskatec
Vláskatec (Trichomanes) je rod kapradin z čeledě blánatcovitých. Tato specializovaná čeleď je velmi stará, její fosilní nálezy jsou nacházeny ve vrstvách datovaných do geologického období jury.

## Rozšíření
Rod vláskatec je tvořený asi 320 druhy a je kosmopolitně rozšířen. Největší počet druhů se vyskytuje v deštných lesích tropů kde patří mezi nejčetnější kapradiny, menší počet jich bývá i v mírném pásmu.
V Evropě roste pouze druh vláskatec tajemný, který je v české přírodě dokonce jediným druhem celé čeledě. Tento vláskatec se v Evropě vyskytuje hlavně v přímořských oblastech s vlhkým a mírným oceánským podnebím, uprostřed kontinentu se vyskytuje jen vzácně.

## Ekologie
Rostliny potřebují ke zdárnému vývoji trvale zastíněná stanoviště s hodně vlhkým, ale propustným a mírně kyselé substrátem. Rostou pouze na místech, kde jsou v průběhu roku jen malé výkyvy teploty. Obsazují obvykle skalní pukliny nebo různé dutiny.

## Popis
Jsou to leptosporangiátní kapradiny s jemnými, někdy až průsvitnými, po řadu let vytrvalými listy tvořenými jedinou vrstvou buněk. Listy rostou z dlouhého a tenkého, nebo krátkého a vztyčeného, chlupatého oddenku s četnými tvrdými kořeny; plazivý oddenek bývá přitisknut ke skále, vzácněji ke kmeni stromu. Listy s křídlatými řapíky, jsou 5 až 20 cm dlouhé a 5 až 10 cm široké a obvykle zpeřené, jejich lístky bývají celokrajné nebo drobně laločnaté. Některé druhy mají listy dvoutvaré, plodné jsou odlišné od sterilních.
Výtrusné kupky trubkovitého tvaru vyrůstají ze žilek na okrajích horních úkrojků listů. Při dozrávání se stopky výtrusů prodlužují, vysouvají sporangia (výtrusnice) přes listové okraje a ční ven jako vláskovité ostny, odtud název rodu „vláskatec“. Vláskatci rostou sice pomalu, ale na vhodném stanovišti se mohou pomoci oddenku rozrůst do velké kolonie žijící i několik století. Základní chromozomové číslo rodu x = 32.

## Schopnost přežití
V období sucha tenké, špatně chráněné listy brzy vysýchají, kroutí se a ohýbají. Pokud sucho netrvá dlouho, jsou schopné opět nasát vlhkost, napřímit se a pokračovat v růstu. Když nepříznivé podmínky, např. kolísání teploty, trvají déle, rostlina zůstane ve stadiu proklu a nevytváří listy s výtrusy (sporofyly).